# Jonathan Douglas
Jonathan Douglas (Monaghan, 22 novembre 1981) è un ex calciatore irlandese, di ruolo centrocampista.

## Palmarès

### Nazionale
- Europeo Under-16: 1

1998